# 七號戈爾德希爾鎮區 (北卡羅萊納州卡貝勒斯縣)
七號戈爾德希爾鎮區（英語：Township 7, Gold Hill）是位於美國北卡羅萊納州卡貝勒斯縣的一個鎮區。

## 地方資料
七號戈爾德希爾鎮區的面積為69.15平方千米，皆為陸地。根據2020年美國人口普查的數據，當地共有人口1165人，而人口密度為每平方千米16.85人。